# Kaliště (Pelhřimov)
Kaliště è un comune della Repubblica Ceca facente parte del distretto di Pelhřimov, nella regione di Vysočina.
Kaliště ha dato i natali al celebre compositore Gustav Mahler.